# Niphetogryllacris finoti
Niphetogryllacris finoti is een rechtvleugelig insect uit de familie Gryllacrididae. De wetenschappelijke naam van deze soort is voor het eerst geldig gepubliceerd in 1932 door Heinrich Hugo Karny.